# Твіст (Німеччина)
Твіст (нім. Twist) — сільська громада в Німеччині, розташована в землі Нижня Саксонія на кордоні з Нідерландами. Входить до складу району Емсланд.
Площа — 105,61 км2. Населення становить 9554 ос. (станом на 31 грудня 2021).